# エティモティック・リサーチ
エティモティック・リサーチ（英: Etymotic Research）は補聴器及びヘッドフォンの設計・製造を行っているアメリカ合衆国の企業。

## 概要
1983年にイリノイ州エルクグローブヴィレッジで創業された。
社名の「Etymotic（）」（より正確には「et-im-OH-tik」）は、「耳に忠実ということ。」と言う意味である。聴力技術に関する特許を89個持ち、その技術力を大学研究室との研究に生かしている。
ヘッドフォンに関しては、カナル型、バランスド・アーマチュア(BA)型のインナーイヤーヘッドフォンを主力としている。

## 主な製品一覧

### ER-4シリーズ

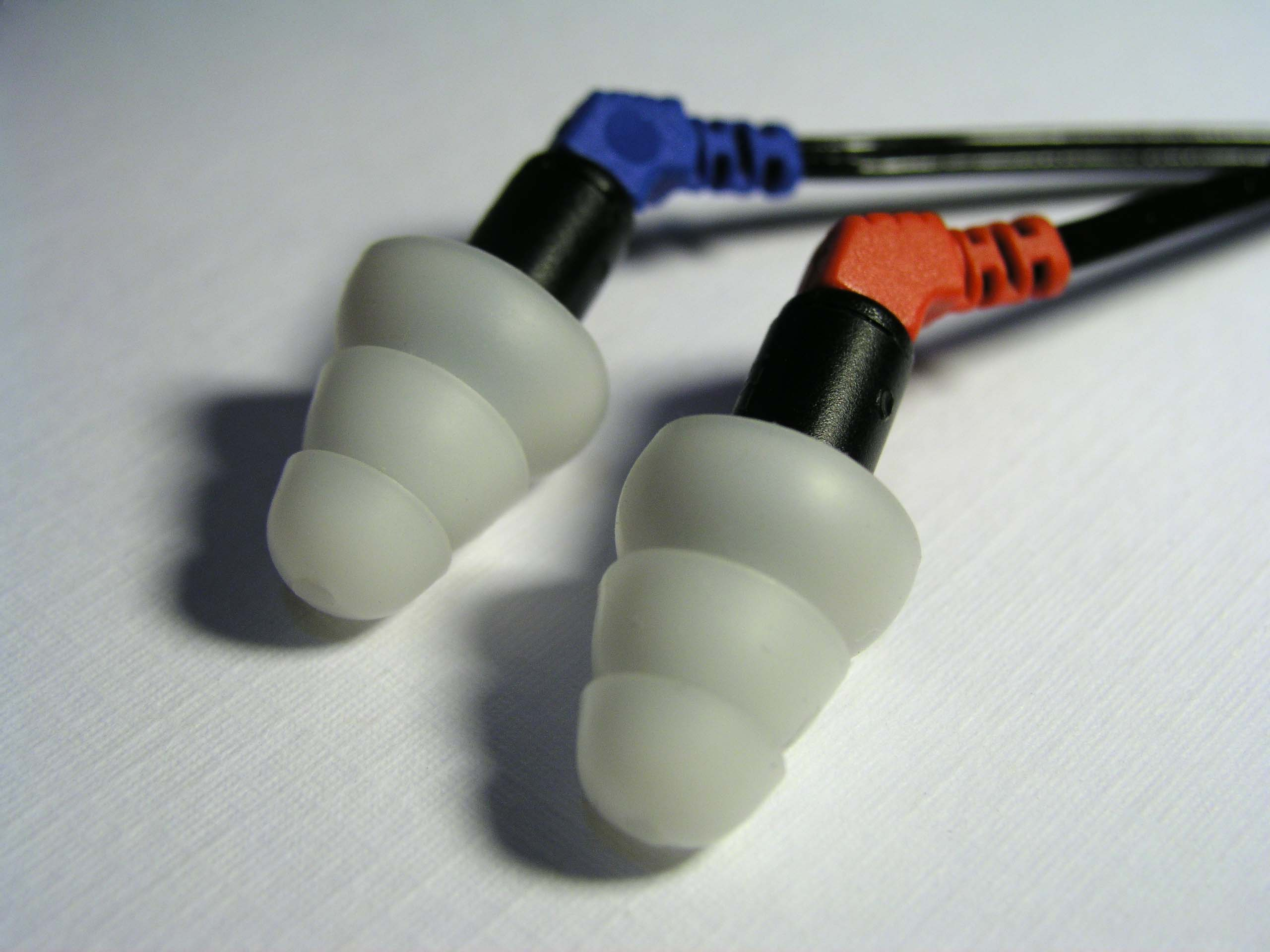
Etymotic Research ER-4S

プロフェッショナル向けシリーズである。
ER-4S / ER-4S-B
ER-4系では最もスタンダードな製品。ソースを非常に忠実に再現する性格のため、モニターとして使用される事が多いが、一般的な鑑賞用途にも十二分に対応する。ER-4S-Bは、ER-4Sの外観を真っ黒に変更したものである（音が変化したかどうかは不明）。後述のER-4Bとは別物。
ER-4B
ER-4Sをベースに、バイノーラル録音またはモニター用途として開発された。ER-4Sと比較すると、5 - 16kHz帯において音圧が5dB高く調整されており、ER-4Sと同感覚で使用すると耳を痛める可能性がある。そのためエティモティック社はこれを一般的な視聴目的には推奨していない。
ER-4P / ER-4PT
ポータブル機器で十分な駆動を行うためにインピーダンスを抑えたモデルである。結果としてノイズが乗りやすくなるが、容易に大きな音量を得ることが可能。ER-4S(B)と比較すると、低域部を増大（12dB）させる調整が施されている。
ER4SR
ER-4Sの後継機で、原音を忠実に再現することを意図した製品である。筐体はアルマイト加工されたアルミニウム製になり、MMCX端子が採用されたためケーブルの交換が可能になった。
ER4XR
ER4SRと比べて低音域が増強されたモデルである。

### ER-6シリーズ

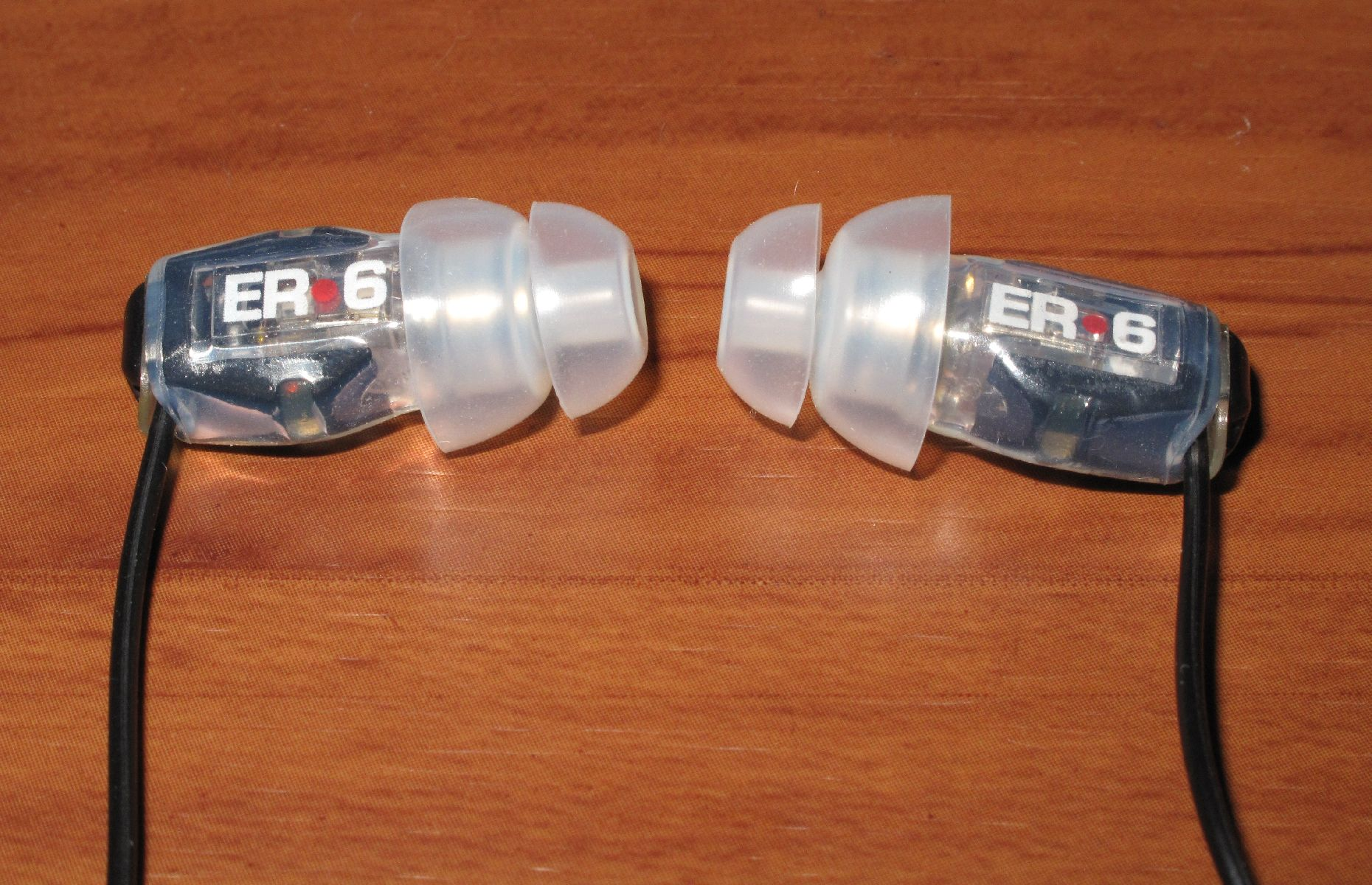
Etymotic Research ER6

エントリーシリーズ。ER-4系で不評だった外見を改善し、ER-4シリーズの半値程度の実勢販売価格とER-4系譲りの音質で一般ユーザーから一定の評価を得た。
- ER-6（ベーシックモデル）
- ER-6i（ER-6のポータブル機器向けチューニングモデル）

### Ety8
Bluetoothによる無線モデル

### Hf5

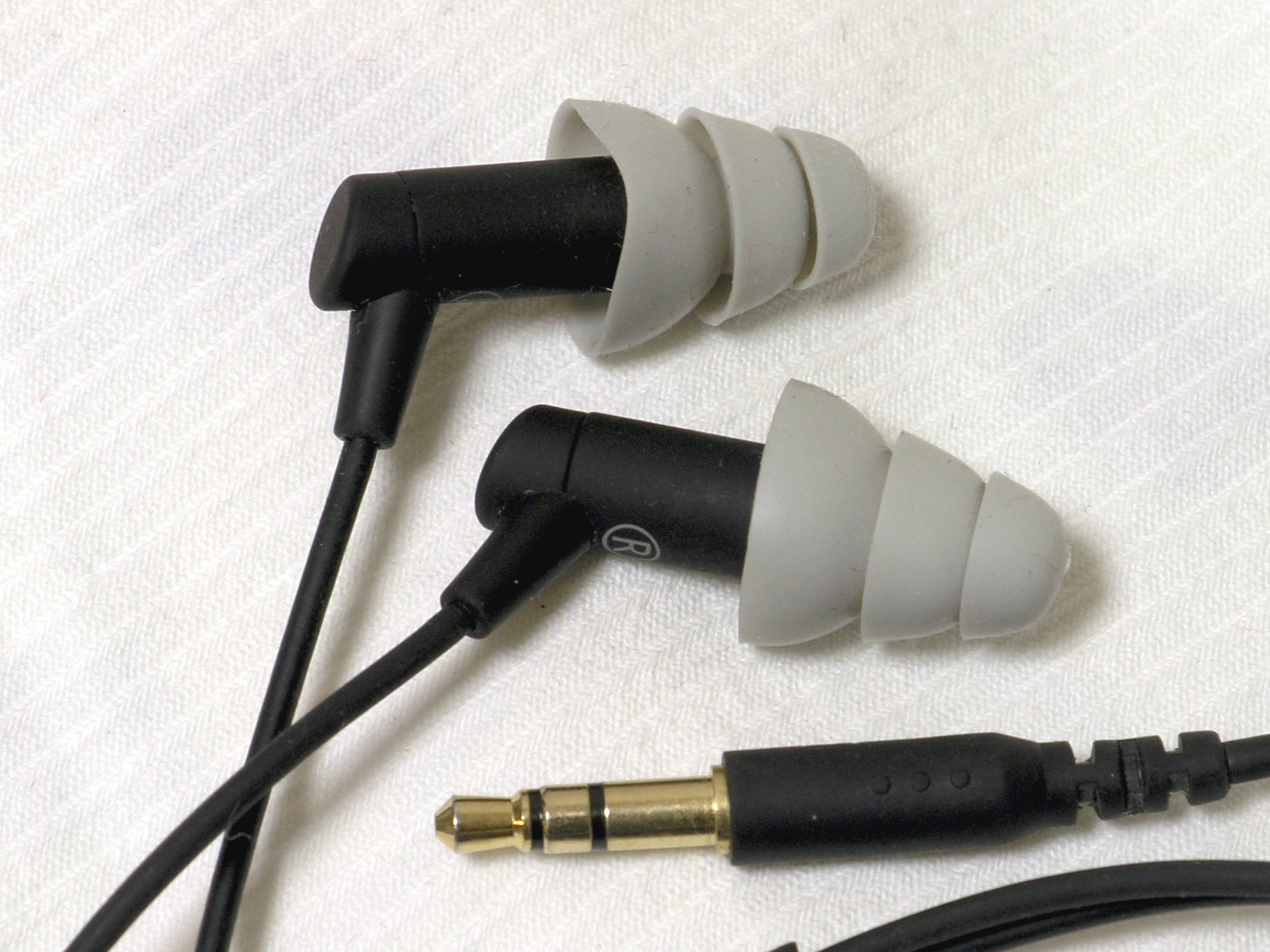
Etymotic Research Hf5

ER-4PやER-6iを基に改良され、それらの間の価格帯に位置するミドルグレード製品。他のシリーズと同様シングルBA方式である。ハウジングのデザインが一新され、ケーブルの耐久性が向上したと謳っている。シンプルな外観でブランド・機種名が（ケーブル・クリップを含む）製品本体に記載されていない。

### Hf3
Hf5をベースにマイク・操作スイッチを付加したハンズフリーヘッドセットイヤフォン。4接点ミニプラグのスマートフォンに対応。